# Michail Schaidorow
Michail Schaidorow (russisch Михаил Шайдоров; englisch Mikhail Shaidorov, * 25. Juni 2004 in Almaty) ist ein kasachischer Eiskunstläufer, der im Einzellauf antritt. Er ist fünfmaliger Kasachischer Meister und vertritt Kasachstan im internationalen Wettbewerb. Er ist der erste Eisläufer, der einen Vierfachsprung als zweiten Teil einer Kombination sprang.

## Sportliche Karriere
Michail Schaidorow begann 2010 mit dem Eiskunstlauf. Sein Vater Stanislaw Schaidorow ist ein Eiskunstlauftrainer, der ihn anfangs auch trainierte. Zurzeit trainiert er bei Alexei Urmanow. Sein Choreograf ist der italienische Eisläufer Ivan Righini. Als sein Vorbild nennt er Yuzuru Hanyū. Ein Ansporn seien für ihn die Erfolge von Denis Ten, dem Bronzemedaillengewinner der Olympischen Spiele 2014 und bisher erfolgreichsten kasachischen Eiskunstläufer.
Seit 2020 ist Schaidorow ununterbrochen der nationale Meister Kasachstans. 2022 gewann er die Silbermedaille bei den Juniorenweltmeisterschaften.
Seit 2021 vertritt Schaidorow sein Land bei den Weltmeisterschaften. Sein bestes Ergebnis war der jeweils 14. Platz bei den Weltmeisterschaften 2023 und 2024. Bei den Vier-Kontinente-Meisterschaften erreichte er 2022 und 2023 den 5., 2024 den 6. Platz.
2023 wurde Schaidorow erstmals in die ISU-Grand-Prix-Serie eingeladen. Er erreichte einen 3. und einen 5. Platz. 2024 erhielt er erneut zwei Einladungen. Mit einem 2. und einem 4. Platz war Schaidorow Siebter im Gesamtranking der Grand-Prix-Serie dieses Jahres und damit erster Nachrücker für das Grand-Prix-Finale. Durch die verletzungsbedingte Absage des französischen Läufers Adam Siao Him Fa rückte Schaidorow ins Finale auf. Dort lag der nach dem Kurzprogramm auf Platz 3, beendete aber den Wettbewerb insgesamt auf dem 5. Platz.
Seine Kombination aus einem dreifachen Axel und einem vierfachen Toeloop, die er erstmals im Grand Prix de France 2024 sprang, ist die erste Sprungkombination mit einem Vierfachsprung an zweiter Stelle. Mit einem Grundwert von 17,5 Punkten ist diese Kombination eines der am höchsten bewerteten Elemente, die je vollführt wurden.

## Ergebnisse
| Meisterschaft/Saison            | 2020    | 2021    | 2022    | 2023    | 2024    | 2025    |
| ------------------------------- | ------- | ------- | ------- | ------- | ------- | ------- |
| Weltmeisterschaften             |         | 32.     |         | 14.     | 14.     | 2.      |
| Vier-Kontinente-Meisterschaften |         |         | 5.      | 5.      | 6.      | 1.      |
| Kasachische Meisterschaften     | 1.      | 1.      | 1.      | 1.      | 1.      |         |
| Juniorenweltmeisterschaften     | 22.     | 2.      |         |         |         |         |
| World University Games          |         |         |         | 4.      |         |         |
| Grand-Prix-Serie/Saison         | 2019/20 | 2020/21 | 2021/22 | 2022/23 | 2023/24 | 2024/25 |
| Grand-Prix-Finale               |         |         |         |         |         | 5.      |
| Cup of China                    |         |         |         |         | 3.      | 2.      |
| Grand Prix de France            |         |         |         |         |         | 4.      |
| Skate Canada                    |         |         |         |         | 5.      |         |